# Les Chroniques des Féals
Les Chroniques des Féals est une trilogie de romans français de fantasy écrite par Mathieu Gaborit et publiée en 2000-2002  chez Bragelonne, puis réédité chez J'ai lu en 2003-2004. Il existe aussi une édition intégrale chez Bragelonne en 2006. 

## Résumé
Le M'Onde est sorti de l'Onde créatrice et a donné à l'Origine dix espèces de créatures, appelés les Féals :  les Aspics, les Basilics, les Caladres, les Chimères, les Dragons, les Griffons, les Licornes, les Pégases, les Tarasques et les Phénix. Chacun de ces Féals doit affronter le côté violent de la force vitale appelé le Fiel. Les Féals luttèrent entre eux et engendrèrent ainsi par leur Fiel la Charogne, le domaine des morts-vivants. Les Phénix enfermèrent la Charogne dans un autre plan au-delà de leurs cendres. Les Charognards, toujours animés par le Fiel, peuvent faire irruption temporairement dans l'espace du M'Onde par les Sombres Sentes. Les Féals utilisèrent une pierre appelée "almandine" pour contenir leur Fiel (sauf les Phénix, qui ne peuvent pas en porter en raison de leur nature ignée). 
Chaque peuple s'est lié à l'un des Féals et a constitué ainsi un pays séparé, sauf pour les Phénix qui sont liés à un Ordre ascétique appelé les Phéniciers, qui s'occupent de faire renaître leurs Féals et de forger des armes contre la Charogne. 
Les romans suivent Januel, un jeune phénicier qui semble particulièrement plein de compassion. Dans Cœur de Phénix, il est envoyé dans l'Empire des Griffons pour y dompter un Phénix des Origines, alors que la Charogne prépare une invasion. Dans le Fiel, on commence à découvrir les secrets du roi de la Charogne et le plan des Ondes dans la terre de Caladrie. Enfin, dans Le Roi des cendres, Januel va être conduit à remettre en cause le destin prédit pour lui par les Ondes.

## Tomes
1. Cœur de phénix, Bragelonne, 2000
2. Le Fiel, Bragelonne, 2001
3. Le Roi des cendres, Bragelonne, 2002

## Adaptation en jeu de rôle
Les Chroniques des Féals font l'objet d'une adaptation en jeu de rôle sur table parue aux Éditions Sans-Détour en mars 2012. Un supplément au jeu de rôle est paru en mai 2014 : Derniers Éons : la Soif vient compléter le livre de base, toujours édité par Sans-Détour et écrit par le collectif d'auteurs Sombres Sentes.